# Чернушка (верхний приток Большой Кокшаги)
Это статья о левом и верхнем притоке Большой Кокшаги с именем Чернушка. Статья о правом и нижнем притоке с тем же именем находится здесь
Чернушка — река в России, протекает в Медведевском районе Республики Марий Эл. Устье реки находится в 85 км по левому берегу реки Большой Кокшаги. Длина реки составляет 14 км, площадь водосборного бассейна 58,2 км².
Исток находится в лесном массиве в 14 км к юго-западу от посёлка Медведево. Течёт на юго-запад, всё течение проходит по ненаселённому лесу.

## Данные водного реестра
По данным государственного водного реестра России относится к Верхневолжскому бассейновому округу, водохозяйственный участок реки — Волга от Чебоксарского гидроузла до города Казань, без рек Свияга и Цивиль, речной подбассейн реки — Волга от впадения Оки до Куйбышевского водохранилища (без бассейна Суры). Речной бассейн реки — (Верхняя) Волга до Куйбышевского водохранилища (без бассейна Оки).
По данным геоинформационной системы водохозяйственного районирования территории РФ, подготовленной Федеральным агентством водных ресурсов:
- Код водного объекта в государственном водном реестре — 08010400712112100000824
- Код по гидрологической изученности (ГИ) — 112100082
- Код бассейна — 08.01.04.007
- Номер тома по ГИ — 12
- Выпуск по ГИ — 1